# Selma Dhaouadi
Selma Dhaouadi (Ruan, 3 de febrero de 1996) es una deportista francesa que compite por Túnez en remo. Ganó una medalla de bronce en el Campeonato Mundial de Remo en Sala de 2020, en la prueba de ligero 500 m.

## Palmarés internacional
| Representando a Francia |                 |                   |              |
| Campeonato Mundial      |                 |                   |              |
| Año                     | Lugar           | Medalla           | Prueba       |
| 2020                    | París (Francia) | Medalla de bronce | Ligero 500 m |